# Ira Losco

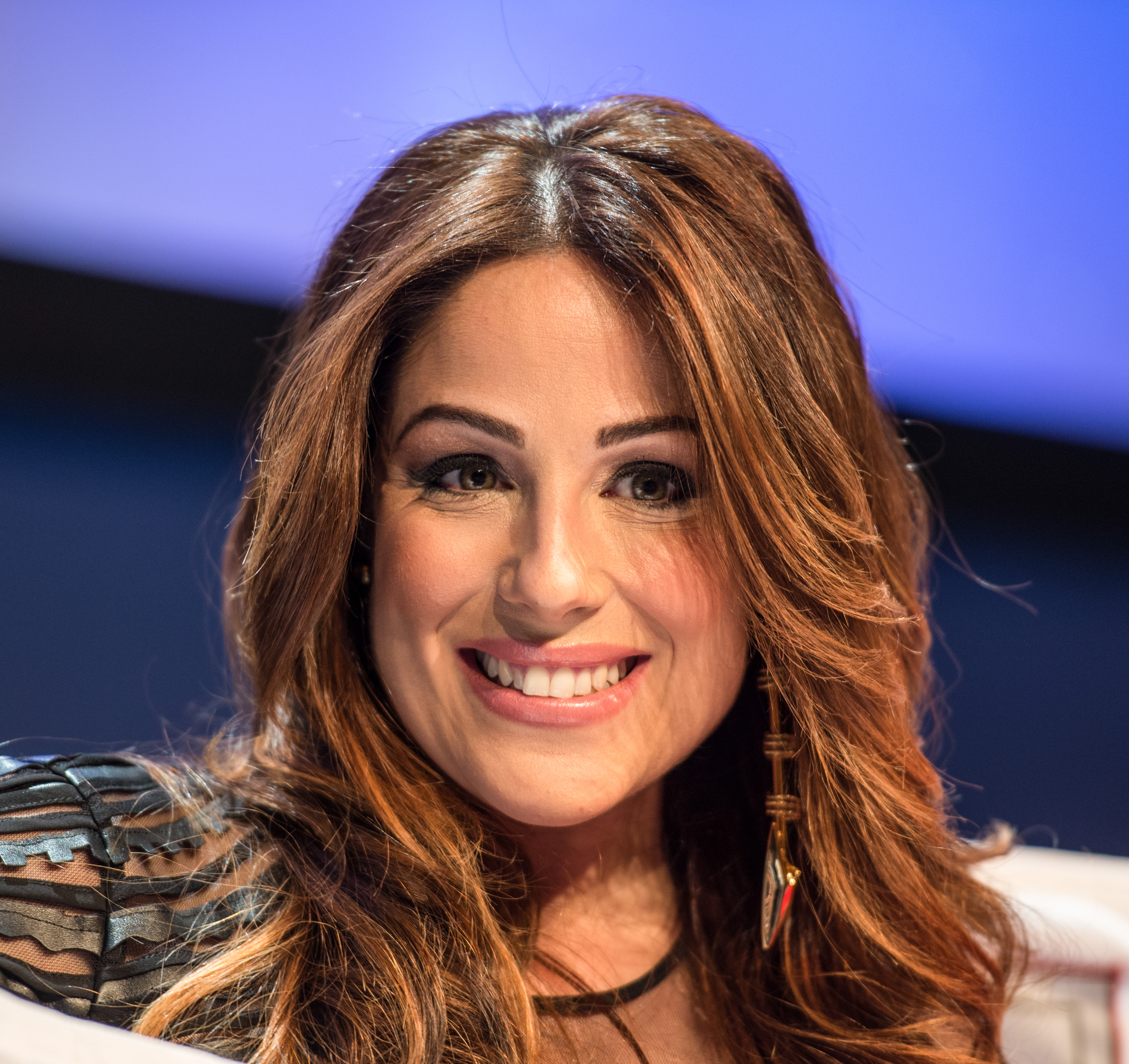
Ira Losco (2016)

Ira Losco, M.Q.R. (* 31. Juli 1981 in Sliema) ist eine maltesische Sängerin. Sie gehört zu den erfolgreichsten Interpretinnen des Inselstaats.

## Karriere
Losco begann ihre Karriere in der Schulband Tiara. Ihr erstes Album Hi-Fidelity beinhaltete ihren größten Hit Basketball, später folgte das Album Butterfly. Die Band trennte sich, nachdem Ira Losco zur Vertreterin Maltas beim Eurovision Song Contest 2002 ausgewählt wurde. Auf diese Teilnahme folgten weitere erfolgreiche Lieder, so sang sie zum Beispiel mit Reaching Higher den offiziellen Song der Spiele der kleinen Staaten von Europa 2003, die auf Malta stattfanden. Des Weiteren brachte sie mit Get Out! auch eine Single in Deutschland auf den Markt.

## Eurovision Song Contest
Im Jahr 2000 nahm Ira Losco zum ersten Mal am maltesischen Vorentscheid Malta Song For Europe teil. Mit ihren Liedern Shine und Falling In Love erreichte sie den sechsten bzw. siebten Platz. Im Folgejahr landeten ihre vier Lieder Spellbound, Don’t Give Up, Deep Inside My Heart und We’ll Ride The Wind auf dem zweiten, vierten, siebten und elften Platz. 2002 belegte Ira Losco mit One Step Away den dritten Platz und gewann den Vorentscheid mit dem Lied 7th Wonder. Somit trat sie beim Eurovision Song Contest 2002 für Malta an. Ihr Lied wurde von Philip Vella und Gerard James Borg geschrieben. Bei der Performance in Tallinn wurde Losco, sehr zur Freude des Gastgeberlandes, von fünf Sängerinnen im Background-Chor unterstützt, die in Estland sehr populär sind. Dies waren Kaire Vilgats, Liisi Koikson, Dagmar Oja, Airi Allvee und Jelena Juzik. Am Ende belegte Malta den zweiten Platz hinter Lettland, was das bis dahin beste Ergebnis für den Mittelmeerstaat war, bis Chiara und Angel 2005 die gleiche Position belegten. 14 Jahre später nahm sie wieder am Malta Eurovision Song Contest teil, mit ihren Liedern That’s Why I Love You und Chameleon (Invincible). Da jeder Interpret nur mit einem Stück am Finale teilnehmen konnte, schied ersteres im Semifinale aus, während zweiteres mit zehn Punkten Vorsprung gewann. Somit nahm Ira Losco am Eurovision Song Contest 2016 in Stockholm teil. Ursprünglich war ihr Song Chameleon (Invincible) angedacht, sie nahm aber mit Walk on Water teil. Am 8. Mai 2016, zwei Tage vor dem ersten Halbfinale des Eurovision Song Contest 2016, an dem sie erfolgreich teilnahm, gab sie auf Facebook bekannt, dass sie und ihr Lebensgefährte Sean Gravina ein Kind erwarten. Im 1. Halbfinale trat sie als letzte auf der Startnummer 18 auf und erhielt die meisten Punkte von den 17 Nationalen Jurys. Im Finale am 14. Mai 2016 belegte sie mit 153 Punkten den zwölften Platz.

## Diskografie

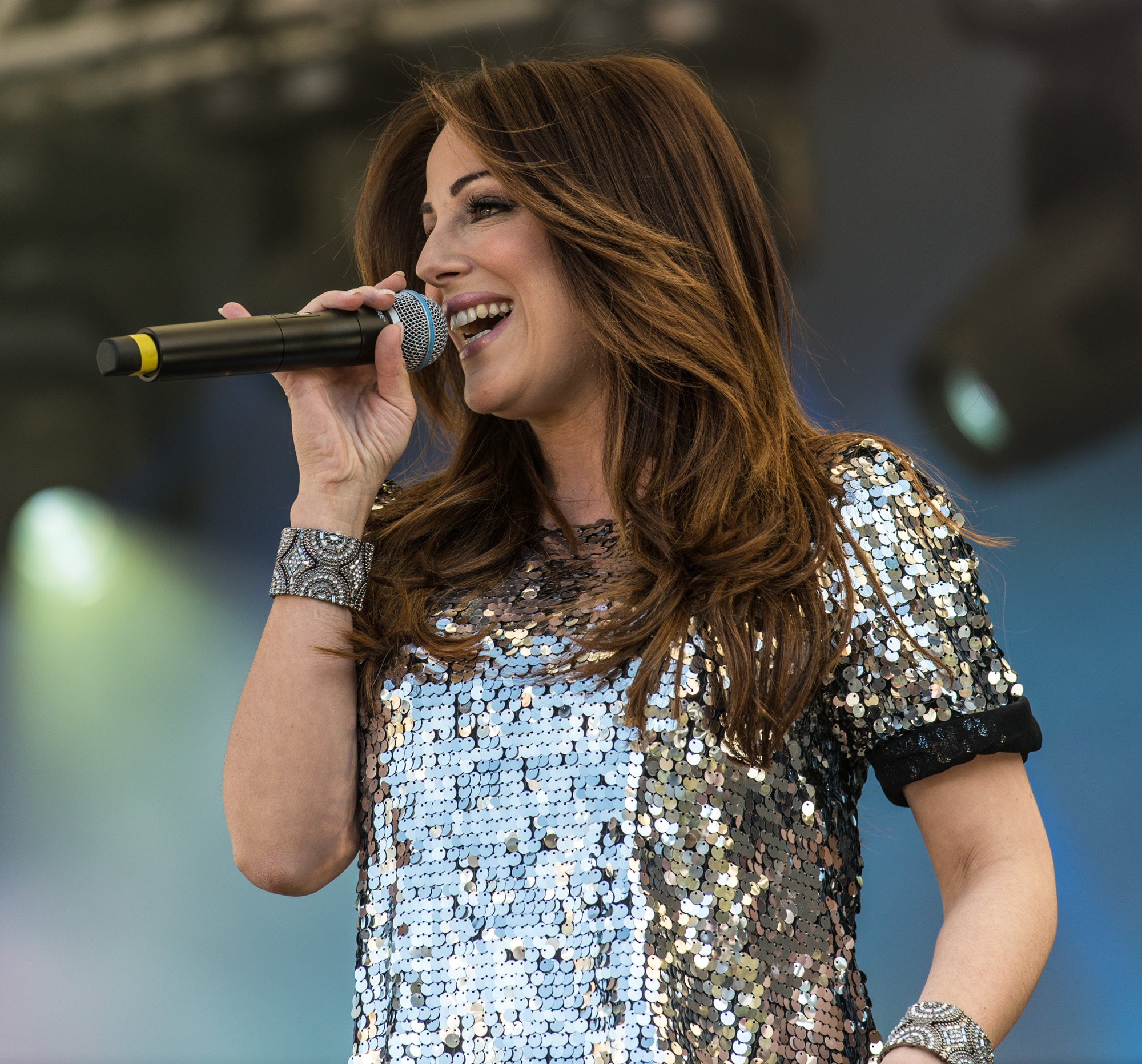
Ira Losco (2016)

### Alben
- 2004: Someone Else
- 2005: Accident Phone
- 2005: Blends & Remixes of Someone Else
- 2006: Unmasced: the unplugged album
- 2008: Fortune Teller
- 2009: Mixed Beats
- 2012: Love Me or Hate Me
- 2013: Fire
- 2018: No Sinner No Saint

### Singles
- 2002: 7th Wonder
- 2016: Chameleon (Invincible)
- 2016: That’s Why I Love You
- 2016: Haunted by Love
- 2016: Walk on Water
- 2017: We are the Soldiers

## Auszeichnungen
Ira Losco gewann zahlreiche Musikpreise, darunter neunmal den Malta Music Award und siebenmal den Bay Music Award, zudem wurde ihr am 13. November 2008 (Nationalfeiertag von Malta) die Midalja ghall-Qadi tar-Repubblika verliehen.